# Пироговский переулок (Одесса)
Пироговский переулок — короткая (200 м) улица в исторической части Одессы, от Пироговской до Семинарской улицы.

## История
Назван, как и близлежащая улица, в честь знаменитого русского врача-хирурга Н. И. Пирогова, работавшего в 1856—1858 годах в близ расположенном военном госпитале.

## Достопримечательности

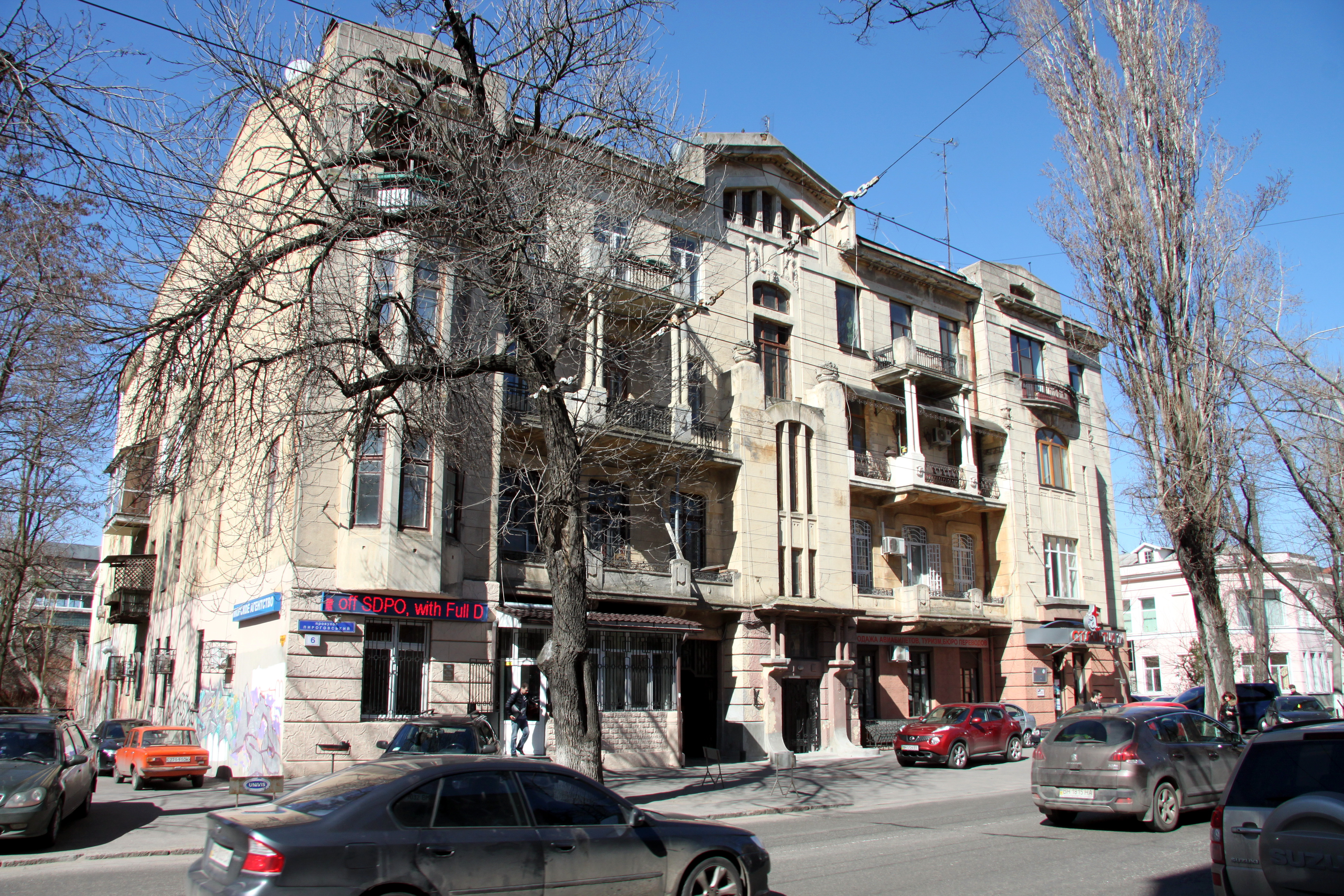
Бывший доходный дом Раухвергера

д. 6 — Бывший доходный дом Раухвергера (1912, архитектор М. И. Линецкий)